# Jonny Hayes
Jonathan Hayes (Dublín, Leinster, Irlanda, 9 de julio de 1987) es un exfutbolista irlandés que jugaba de centrocampista.

## Trayectoria

### Inicios en Inglaterra
Comenzó su carrera en el Reading. Fue cedido a préstamo al Forest Green Rovers en febrero de 2006. Luego en octubre de 2006 pasó un mes a préstamo en el Chesterfield, sin jugar un partido. 
En enero de 2007 se fue a préstamo al MK Dons hasta el final de la temporada.
Terminó contrato con el Reading el 6 de junio de 2007 y fichó por el Leicester City por tres años el 4 de julio de 2007, debutó contra el Blackpool el 11 de agosto. Se fue a préstamo al Northampton Town y al Chelternham Town en su paso por el club.
Se fue del Leicester el 20 de julio de 2009 por mutuo acuerdo. 

### Años en Escocia
El 22 de julio se unió al Inverness Caledonian Thistle de la Scottish First Division. 
Firmó un contrato por dos años con el Aberdeen F. C. en julio de 2012. Debutó por el club en la primera fecha de la Scottish Premiership contra el Celtic F. C.
Renovó su contrato con el club en noviembre de 2013 hasta 2016.
El 29 de diciembre de 2014 se anunció que Hayes extendió su contrato con el club hasta el verano de 2018.
En febrero de 2016, a Hayes le pusieron 18 puntos en el brazo luego de ser mordido por un perro.
El 17 de junio de 2017, Hayes firmó por tres años con el Celtic F. C. de la Scottish Premiership por 1 millón £. Anotó su primer gol para el Celtic el 23 de diciembre de 2017 contra su anterior club, el Aberdeen. Pasó la segunda parte de su primera temporada en el Celtic lesionado, debido a una tacleada durante el encuentro contra el Ross County en el Boxing Day.
Tras finalizar su contrato con el equipo de Glasgow, el 23 de junio de 2020 se hizo oficial su vuelta al Aberdeen F. C. para las siguientes dos temporadas. Esta segunda etapa en el club finalizó al término de la campaña 2023-24, momento en el que optó por poner fin a su carrera.

## Selección nacional
Recibió su primera llamada a la selección de Irlanda en marzo de 2016.

## Estadísticas
Actualizado al último partido disputado en su carrera.
| Club                                 | Div.          | Temporada     | Liga  | Liga  | Copas nacionales | Copas nacionales | Copas internacionales | Copas internacionales | Total | Total |
| Club                                 | Div.          | Temporada     | Part. | Goles | Part.            | Goles            | Part.                 | Goles                 | Part. | Goles |
| ------------------------------------ | ------------- | ------------- | ----- | ----- | ---------------- | ---------------- | --------------------- | --------------------- | ----- | ----- |
| Reading F. C. Inglaterra             | 2.ª           | 2004-05       | 0     | 0     | 0                | 0                | ―                     | ―                     | 0     | 0     |
| Reading F. C. Inglaterra             | 2.ª           | 2005-06       | 0     | 0     | 0                | 0                | ―                     | ―                     | 0     | 0     |
| Forest Green Rovers F. C. Inglaterra | 5.ª           | 2005-06       | 4     | 1     | 0                | 0                | ―                     | ―                     | 4     | 1     |
| Forest Green Rovers F. C. Inglaterra | Total club    | Total club    | 4     | 1     | 0                | 0                | 0                     | 0                     | 4     | 1     |
| Reading F. C. Inglaterra             | 1.ª           | 2006-07       | 0     | 0     | 0                | 0                | ―                     | ―                     | 0     | 0     |
| Reading F. C. Inglaterra             | Total club    | Total club    | 0     | 0     | 0                | 0                | 0                     | 0                     | 0     | 0     |
| Milton Keynes Dons F. C. Inglaterra  | 4.ª           | 2006-07       | 13    | 0     | 0                | 0                | ―                     | ―                     | 13    | 0     |
| Milton Keynes Dons F. C. Inglaterra  | Total club    | Total club    | 13    | 0     | 0                | 0                | 0                     | 0                     | 13    | 0     |
| Leicester City F. C. Inglaterra      | 2.ª           | 2007-08       | 7     | 0     | 0                | 0                | ―                     | ―                     | 7     | 0     |
| Northampton Town F. C. Inglaterra    | 3.ª           | 2007-08       | 11    | 0     | 0                | 0                | ―                     | ―                     | 11    | 0     |
| Northampton Town F. C. Inglaterra    | Total club    | Total club    | 11    | 0     | 0                | 0                | 0                     | 0                     | 11    | 0     |
| Leicester City F. C. Inglaterra      | 3.ª           | 2008-09       | 0     | 0     | 0                | 0                | ―                     | ―                     | 0     | 0     |
| Leicester City F. C. Inglaterra      | Total club    | Total club    | 7     | 0     | 0                | 0                | 0                     | 0                     | 7     | 0     |
| Cheltenham Town F. C. Inglaterra     | 3.ª           | 2008-09       | 6     | 0     | 3                | 0                | ―                     | ―                     | 9     | 0     |
| Cheltenham Town F. C. Inglaterra     | Total club    | Total club    | 6     | 0     | 3                | 0                | 0                     | 0                     | 9     | 0     |
| Inverness CT F. C. Escocia           | 2.ª           | 2009-10       | 35    | 10    | 9                | 0                | ―                     | ―                     | 44    | 10    |
| Inverness CT F. C. Escocia           | 1.ª           | 2010-11       | 24    | 6     | 3                | 0                | ―                     | ―                     | 27    | 6     |
| Inverness CT F. C. Escocia           | 1.ª           | 2011-12       | 26    | 7     | 4                | 2                | ―                     | ―                     | 30    | 9     |
| Inverness CT F. C. Escocia           | Total club    | Total club    | 85    | 23    | 16               | 2                | 0                     | 0                     | 101   | 25    |
| Aberdeen F. C. Escocia               | 1.ª           | 2012-13       | 35    | 4     | 6                | 0                | ―                     | ―                     | 41    | 4     |
| Aberdeen F. C. Escocia               | 1.ª           | 2013-14       | 31    | 2     | 7                | 3                | ―                     | ―                     | 38    | 5     |
| Aberdeen F. C. Escocia               | 1.ª           | 2014-15       | 32    | 3     | 4                | 0                | 6                     | 1                     | 42    | 4     |
| Aberdeen F. C. Escocia               | 1.ª           | 2015-16       | 35    | 5     | 1                | 0                | 6                     | 1                     | 42    | 6     |
| Aberdeen F. C. Escocia               | 1.ª           | 2016-17       | 32    | 9     | 7                | 1                | 5                     | 1                     | 44    | 11    |
| Celtic F. C. Escocia                 | 1.ª           | 2017-18       | 15    | 1     | 1                | 0                | 4                     | 0                     | 20    | 1     |
| Celtic F. C. Escocia                 | 1.ª           | 2018-19       | 16    | 0     | 3                | 0                | 2                     | 0                     | 21    | 0     |
| Celtic F. C. Escocia                 | 1.ª           | 2019-20       | 14    | 1     | 6                | 0                | 6                     | 0                     | 26    | 1     |
| Celtic F. C. Escocia                 | Total club    | Total club    | 45    | 2     | 10               | 0                | 12                    | 0                     | 67    | 2     |
| Aberdeen F. C. Escocia               | 1.ª           | 2020-21       | 34    | 2     | 4                | 0                | 3                     | 1                     | 41    | 3     |
| Aberdeen F. C. Escocia               | 1.ª           | 2021-22       | 35    | 2     | 3                | 0                | 6                     | 0                     | 44    | 2     |
| Aberdeen F. C. Escocia               | 1.ª           | 2022-23       | 30    | 1     | 7                | 1                | ―                     | ―                     | 37    | 2     |
| Aberdeen F. C. Escocia               | 1.ª           | 2023-24       | 14    | 1     | 2                | 0                | 7                     | 0                     | 23    | 1     |
| Aberdeen F. C. Escocia               | Total club    | Total club    | 278   | 29    | 41               | 5                | 33                    | 4                     | 352   | 38    |
| Total carrera                        | Total carrera | Total carrera | 449   | 55    | 70               | 7                | 45                    | 4                     | 564   | 66    |
| 1. 2. 3.                             |               |               |       |       |                  |                  |                       |                       |       |       |

## Palmarés

### Títulos nacionales
| Título                     | Club               | País    | Año     |
| -------------------------- | ------------------ | ------- | ------- |
| Scottish First Division    | Inverness CT F. C. | Escocia | 2009-10 |
| Copa de la Liga de Escocia | Aberdeen F. C.     | Escocia | 2013-14 |
| Copa de la Liga de Escocia | Celtic F. C.       | Escocia | 2017-18 |
| Scottish Premiership       | Celtic F. C.       | Escocia | 2017-18 |
| Copa de Escocia            | Celtic F. C.       | Escocia | 2017-18 |
| Copa de la Liga de Escocia | Celtic F. C.       | Escocia | 2018-19 |
| Scottish Premiership       | Celtic F. C.       | Escocia | 2018-19 |
| Copa de Escocia            | Celtic F. C.       | Escocia | 2018-19 |
| Copa de la Liga de Escocia | Celtic F. C.       | Escocia | 2019-20 |
| Scottish Premiership       | Celtic F. C.       | Escocia | 2019-20 |